# シークレット・メッセージ (ドラマ)
『シークレット・メッセージ』は2015年11月にdTVなどで配信開始されたドラマ。主演は日本の女優上野樹里と韓国の音楽グループBIGBANGのメンバーT.O.Pことチェ・スンヒョン。韓国のCJ E&Mと日本のアミューズとLINEが共同で企画制作し、韓国ではNAVER tvcast、日本ではdTV、台湾とタイではLINE TVを通じて公開された。
日本人のハルカと韓国人のウヒョンが互いに相手の国に滞在していたとき、スマートフォンのメッセンジャーアプリを通じて見知らぬ2人がつながったことに始まる愛の過程を描く。2人はLINEの翻訳機能を使って対話する。
CJ E&Mドラマ本部のプロデューサーであるイ・スンフンが企画し、脚本をシン・ヒギョン、キム・ヘジ、カン・ギファ、シム・ウンジョンの4名が書き、広告の監督として著名なパク・ミョンチョンとユ・デオルが演出した。主題歌は日本の音楽グループSEKAI NO OWARIが担当した。
日本では2016年6月にアミューズソフトから本編200分を収録した2枚組DVDが発売され、同時にレンタルも開始された。

## 登場人物
ハルカ
演 - 上野樹里
無名女優。
ウヒョン
演 - T.O.P (BIGBANG)
映画監督を目指している。
ソンジュン
演 - キム・ガンヒョン
ウヒョンの先輩。日本でゲストハウスを運営している。
マリコ
演 - 福田沙紀
ゲストハウスのアルバイト。
エイミー
演 - ユ・インナ
ハルカのルームメイト。公演団の一員。
イ・ジェス
演 - イ・ジェユン
エイミーと同じ公演団の一員。
チェ・ガン
演 - シン・ウォンホ
エイミーと同じ公演団の一員。
ジス
演 - チョン・ユミ
ウヒョンの初恋相手。
泥棒
演 - 小出恵介
ハル
演 - 賀来賢人
ハルカの元彼氏、交通事故で死亡。

## 各話リスト
| 各話   | サブタイトル           | 時間 |
| ------ | ---------------------- | ---- |
| 第1話  | 愛なのかな？           | 22分 |
| 第2話  | 嘘                     | 18分 |
| 第3話  | 私を助けて             | 21分 |
| 第4話  | 顔                     | 26分 |
| 第5話  | 停電                   | 23分 |
| 第6話  | 感情アソビ             | 23分 |
| 第7話  | デート                 | 15分 |
| 第8話  | 私たち、すれ違う       | 24分 |
| 第9話  | 恋しい、そして、恋しい | 22分 |
| 第10話 | 二人だけのインタビュー | 26分 |